# Robert Louis Griesbach

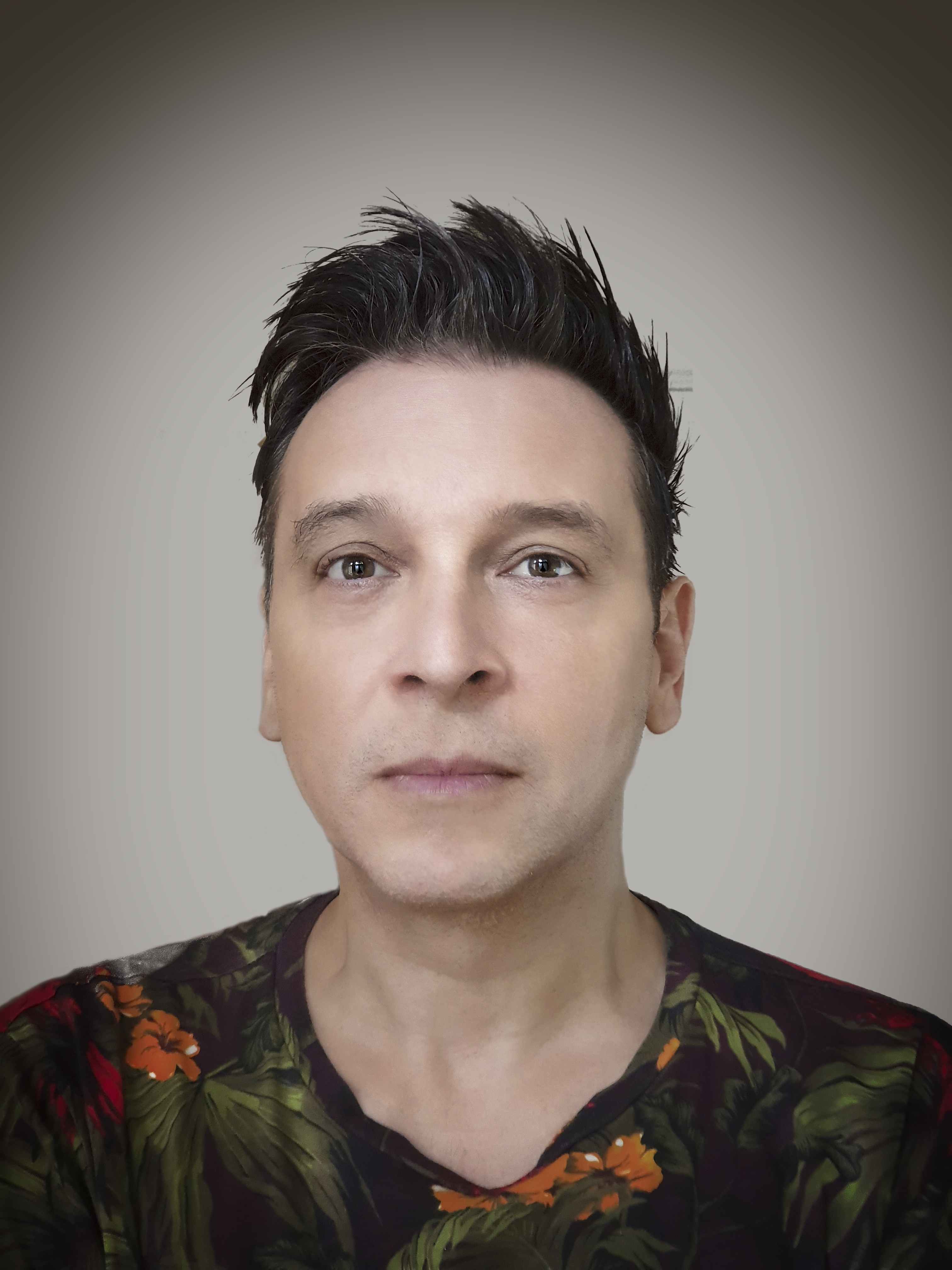
Robert Louis Griesbach 2018

Robert Louis Griesbach (* 11. April 1961) ist ein deutscher Komiker, Entertainer, Kabarettist, Moderator, Sänger und Synchronsprecher.

## Leben
Griesbach lebt in Berlin-Lichterfelde-West und spielt seit 2001 regelmäßig in Dieter Hallervordens Kabarett-Theater Die Wühlmäuse sowie im Quatsch Comedy Club von Thomas Hermanns. 2005 gewann er den Publikumspreis Berlin im Kleinkunstfestival des Theaters Die Wühlmäuse, 2007 bekam er den Sonderpreis Südwestdeutscher Kabarettpreis Tuttlinger Krähe. Im selben Jahr kam er ins Finale des Hamburger Comedy Pokals, für den Prix Pantheon war er 2008 nominiert, im Dezember 2009 bekam er den Bremer Publikumspreis überreicht und 2010 wurde er mit dem Hannoveranischen Publikumspreis ausgezeichnet. Er gehörte von 2017 bis zu dessen Auflösung 2020 auch dem seinerzeit wieder begründeten Kabarett-Ensemble Die Wühlmäuse an.
Von 2004 bis 2008 spielte er in unterschiedlichen Rollen im legendären Spiegelzelt Pomp, Duck and Circumstance von Hans-Peter Wodarz.
Neben den Wühlmäusen spielte er auch u. a. in der Münchner Lach- und Schießgesellschaft, im Mainzer unterhaus, im Haus der Springmaus, im Schmidt Theater, im Nürnberger Burgtheater oder im Alma Hoppe.
1998 lieh er Rowan Atkinson (Mr. Bean) seine Stimme, seit 2012 synchronisiert er Eric Stonestreet (Modern Family). Verschiedene Fernsehsendungen wie Die Sketch Show, die Verbrauchershow Wie bitte?! oder die Liveübertragungen des Kleinkunstfestivals aus Berlin machten den Entertainer auch über die Grenzen Berlins hinaus bekannt. Zuletzt war er als Sketchpartner von Dieter Hallervorden, bei Ottis Schlachthof und Stratmanns im WDR zu sehen. Von 2007 bis 2015 spielte Griesbach als Gastkünstler auf den Kreuzfahrtschiffen der AIDA Cruises.

## Fernsehen (Auswahl)
- Pastewka Serie (Staffel 8) 2018
- Fun(k)haus 2010 (WDR)
- Die Sketch Show (Serie) (Pro Sieben) 2002–2007 Hauptrolle
- Wie bitte?! (Serie) (RTL) 1998–1999 Hauptrolle mit Geert Müller-Gerbes
- Ottis Schlachthof 2008 (BR)
- Prix Pantheon 2008 (WDR, ZDF)
- Vorhang auf 2007 (rbb)
- Nightwash 2007
- Grand Prix Party (ARD) 2007 LIVE mit Thomas Hermanns
- Wo die Zitronen blühen (mdr) 2007 mit Dieter Hallervorden
- Stratmanns (WDR) 2007 / 2008 mit Ludger Stratmann
- Spaß aus Mainz (SWR) 2007
- Kleinkunstfestival Wühlmäuse (SFB) 2001 LIVE
- Kabarettfestival Wühlmäuse (rbb) 2005 LIVE
- 45 Jahre Wühlmäuse, Gala (rbb) 2006 LIVE
- Blond am Freitag (ZDF) 2006
- Wir vom Revier (Serie) SAT.1 1997 Hauptrolle
- Monty Python Special (rtl2) 1998 Hauptrolle
- Elmis witzige Oldie Show (Serie) SAT.1 1997 Hauptrolle
- IFA-Fernsehgala (ZDF) 1999 Hauptrolle
- Lachen & Stimmung aus „Lüders Krug“ (ndr) 2006
- Promi-Kochduell (vox)
- Marens Glitzer Show (Serie) (mdr) 1999 Hauptrolle
- Kurt Krömer Show (rbb)

## Radio
- 2009: Kolumne im BB Radio
- 2008/2009: SWR2 Studio-Brettl u. a. mit Andreas Müller mit Philipp Weber
- 2008: Deutschlandfunk Querköpfe 60 Minuten Radio-Feature
- 2007: WDR Hart an der Grenze (mit Wilfried Schmickler)

## Comedy- und Kabarettprogramme (Auswahl)
- 2016–2017: knallSHOWte (Die Wühlmäuse)
- 2014: schinkenrasselbumm (Die Wühlmäuse)
- 2013: Wahntäglicher Normalsinn (Die Wühlmäuse)
- 2012: Götterspeisendämmerung (Die Wühlmäuse)
- 2011: Wattnu? (Die Wühlmäuse)
- 2011: Feierlaune – Ein Weltstar wird 50 (Die Wühlmäuse)
- 2010/2012/2015: Warten auf's Grieskind (Die Wühlmäuse)
- 2009–2010: Abnorme Kleinigkeiten (Die Wühlmäuse)
- 2009: griesbach live (!) (Bar jeder Vernunft)
- 2008: Holla die Waldfee (Die Wühlmäuse Berlin)
- 2007, 2011, 2012, 2015: 7 auf einen Streich (Moderation – Kabarett, Die Wühlmäuse)
- 2006–2007: SHOWNUNGSLOS (Musiksoloprogramm, Die Wühlmäuse)
- 2004–2005: desdem trotzhalb (Die Wühlmäuse)
- 2003–2004: unmöglich? möglich. (Die Wühlmäuse)
- 2003: Nichts-desto-dennoch (Die Wühlmäuse)
- 2001–2009: Einfach Griesartig! (Die Wühlmäuse)
- Kennicknich
- Dampferfahrten oder Warum keiner die Kohlmeise versteht
- Ä
- Kost Nix
- Ich bin hier – aber nicht ganz da

## Theater
- 2007: Heinrich bist du's (Pomp, Duck and Circumstance)
- 2005–2006: Köche, Krone, Kritiker (Pomp, Duck and Circumstance)
- 2004–2011: La Famiglia (Pomp, Duck and Circumstance)
- 2004: Restaurant out of control (Pomp, Duck and Circumstance)

## Synchron (Auswahl)
- 2018: Kung Fu Panda: Die Tatzen des Schicksals (Po, Mick Wingert)
- 2017: The Boss Baby (Jimbo, David Soren)
- 2016: Auf Treu und Glauben (Ken Duberstein, Eric Stonestreet)
- 2016: Trolls (Biggie, James Corden)
- 2013: The Cop – Crime Scene Paris (Nick Normand, Celyn Jones, SAT.1)
- 2012–2020: Modern Family (Cameron Tucker, Eric Stonestreet, RTL, RTL nitro)
- 2011: American Horror Story (Derek, Eric Stonestreet, FOX)
- Fringe (Pro Sieben)
- Lost (Pro Sieben)
- Navy CIS (SAT.1)
- Junior TV (Sat.1 / premiere)
- Kids in the hall (rtl2)
- Lachen bis der Arzt kommt (rtl2)